# Knute Nelson
Knute Nelson (Voss, 1843. február 2. – Timonium, 1923. április 28.) az Amerikai Egyesült Államok szenátora (Minnesota, 1895–1923).